# Пряниковий соус
Пряниковий соус (нім. Lebkuchensauce, нім. Pfefferkuchensauce) — група споріднених страв сілезької, німецької, чеської, польської та єврейської кухонь; соус до других страв (рідше — десертний соус), основним інгредієнтом якого є дрібно покришені і розмочені в овочевому бульйоні або молоці і вершках пряники. 

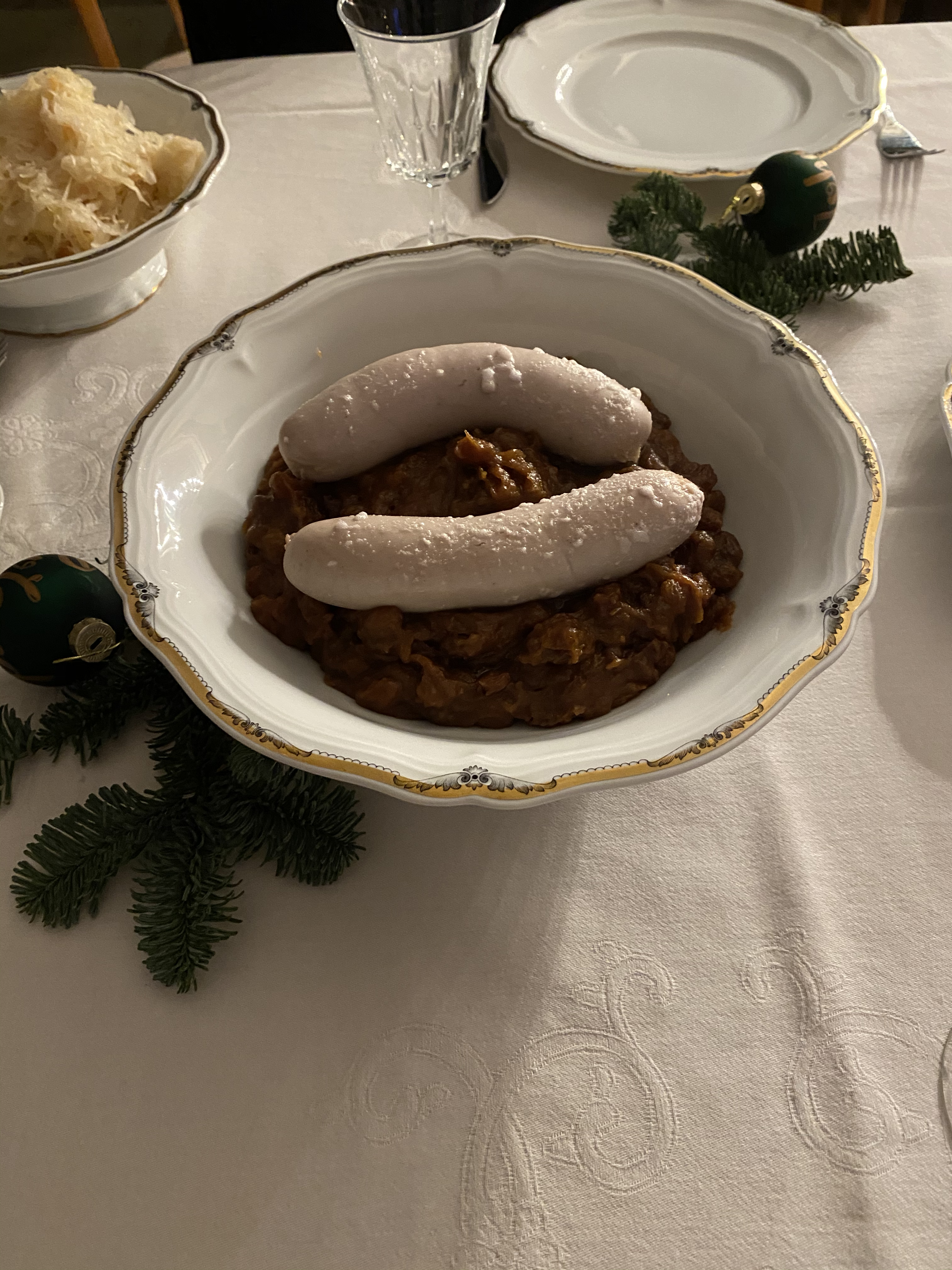
Сілезькі білі ковбаски (вайсвурст) з виключно густою версією пряникового соусу.

У пікантному варіанті основою для соусу є овочевий бульйон з пастернаку, селери та моркви. У приготовлений бульйон додають кришений пряник. Для надання додаткових відтінків смаку, в соус додають неміцне пиво або м'ясний бульйон, товчений мигдаль, родзинки, іноді дрібно нарізаний бекон. Залежно від обраного рецепту, пряниковий соус може бути як рідким, так і густим, як каша.
Соус, що вийшов, подають до білих ковбасок (вайсвурст), сілезьких картопляних клецків, коропу (варіант, особливо популярний в Австрії і Чехії), а також іншим м'ясним та рибним стравам. Гарнірами нерідко служать картопля та квашена капуста.
Традиційно, особливо в Сілезії, є подавати пряниковий соус на стіл в Святвечір, тому його також називають різдвяним соусом (нім. Weihnachtssauce).
Крім того, в Німеччині пряниковий соус може називати польським соусом (нім. Polnische Sauce), тоді як на пострадянському просторі польським соусом називається зовсім інша страва.
Серед інших німецьких назв різних варіантів цієї страви: коричневий соус (нім. Braune Sauce) та богемський соус (нім. böhmische Sauce).
У солодкому варіанті дрібно накришені пряники змішують з гарячим молоком і збитими вручну вершками, і використовують як топінг для солодких страв.
В ашкеназькій кухні пряниковий соус використовується для приготування одного з варіантів страви есик флейш — яловичини у пряниковому соусі. При подальшому переселенні євреїв-ашкеназі на схід товчені пряники стали замінювати більш доступним чорним хлібом.
Пряниковий соус є однією із задокументованих старовинних німецьких страв. Рецепт пряникового соусу можна знайти в Кенігсберзькому кулінарному манускрипті, який був створений наприкінці XV століття, і включає 34 рецепти, що використовувалися на замкових кухнях Тевтонського ордену.